# Koselitz
Koselitz ist ein Ortsteil der Gemeinde Röderaue im Landkreis Meißen in Sachsen. Der knapp 500 Einwohner zählende Ort befindet sich im Nordosten des Landkreises.

## Geschichte

Koselitz auf einer geschichtlichen Karte des Kreises Liebenwerda (1910).

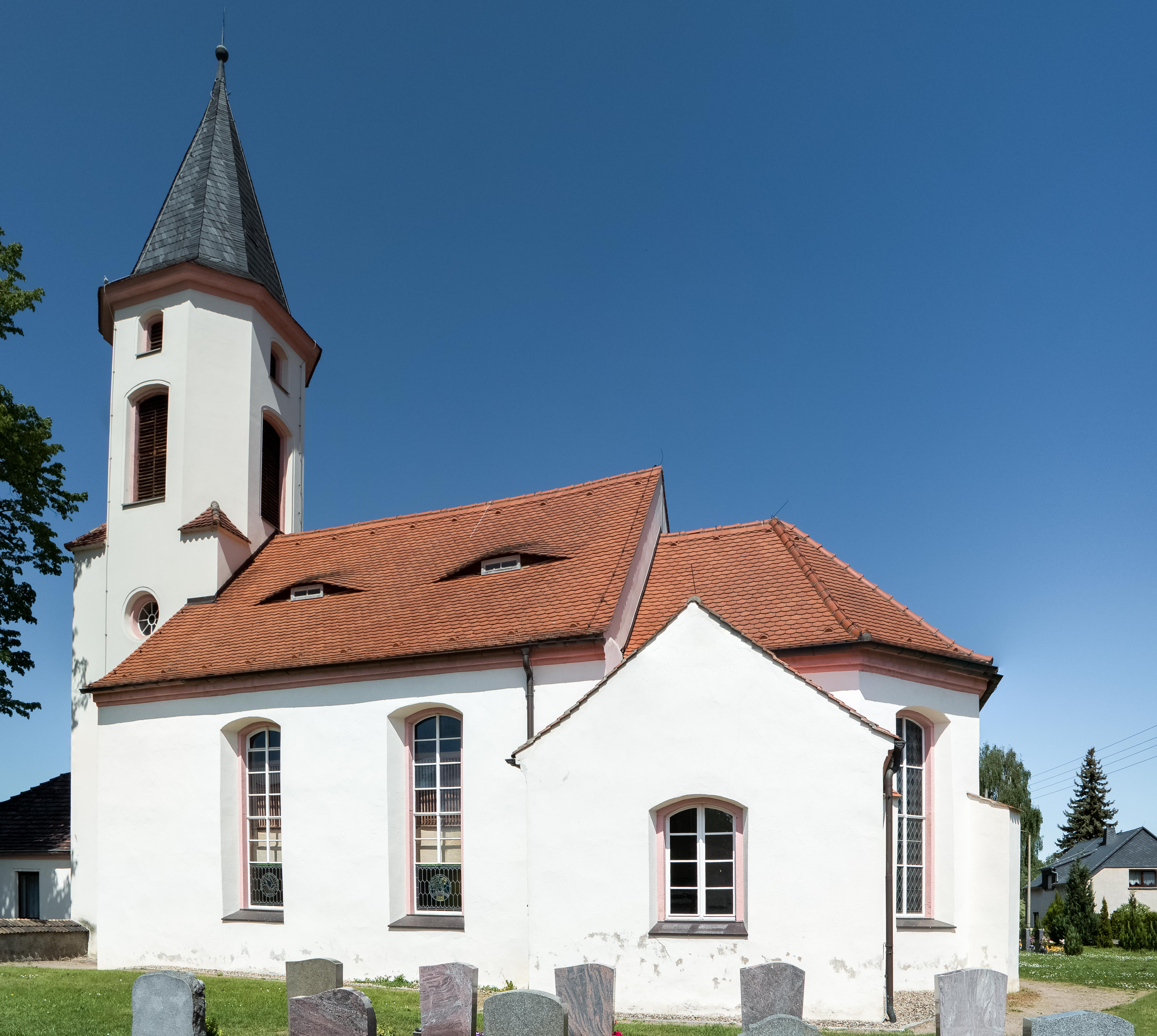
Kirche Koselitz

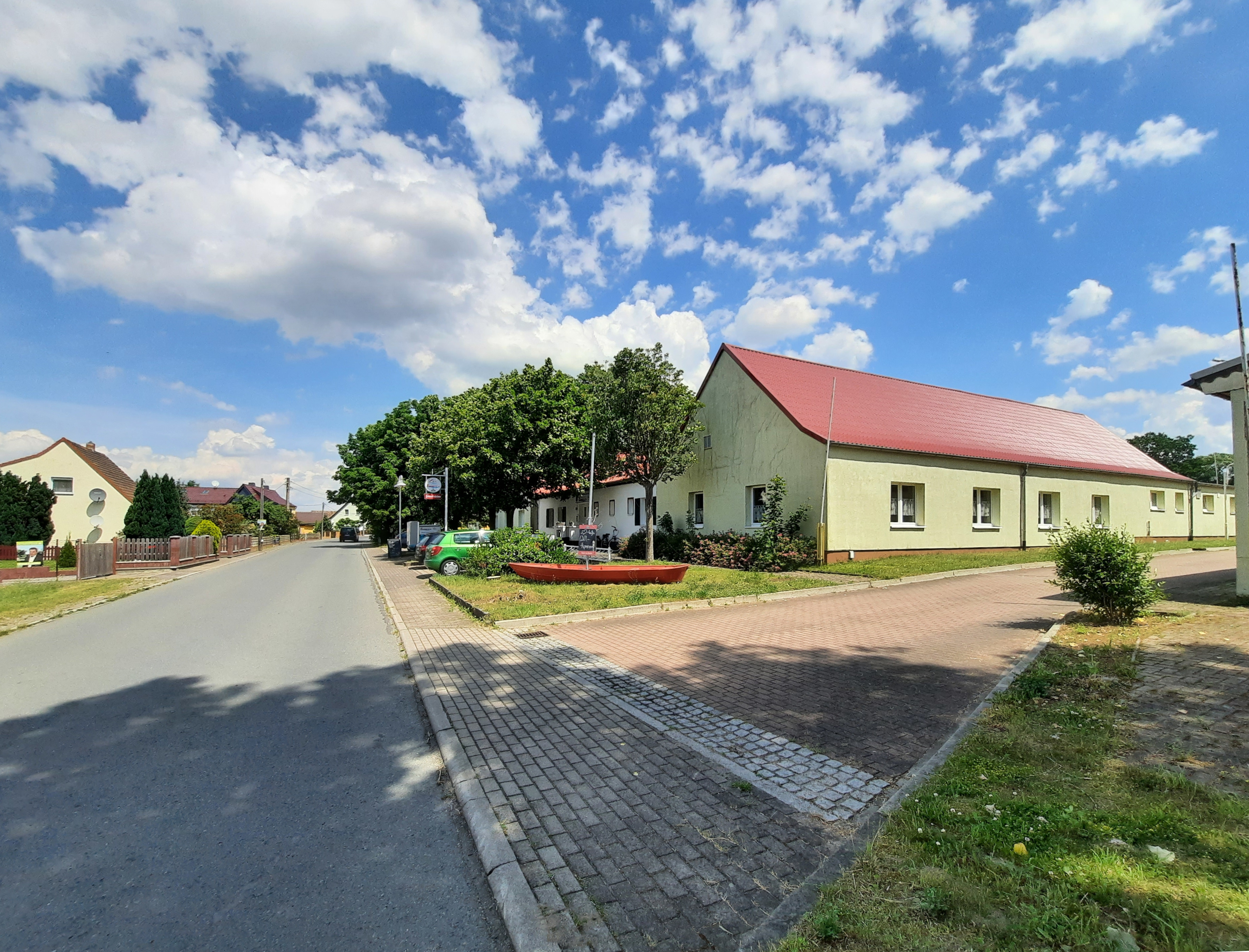
Wülknitzer Straße

### Deutung und Entwicklung des Ortsnamens
Der ursprüngliche Ortsname von Koselitz leitet sich aus dem sorbischen Kozel (Ziegenbock) ab, also einem Ort, in welchem Ziegen gehalten werden. Im Laufe der Jahrhunderte gab es verschiedene Schreibweisen:
1388 Kasilwicz, 1406 Kaselwicz, 1476 Kaselbitz, 1522 Kosselbitz, 1540 Kaselitz, 1551 Koselytz, 1875 Koselitz (Coselitz).

### Ortsgeschichte
Erstmals erwähnt wurde Koselitz 1388 als Kasilwicz. 1406 wurde die Mühle zum ersten Mal erwähnt; im Zusammenhang entstand die Sage vom Teufelsgraben. 1540 zahlte der Kreitschmar (Gastwirt) 24 Groschen Zinsen an die Kirche zu Wülknitz. Im Dreißigjährigen Krieg brannte die Kirche ab. 1551 gehörte der Ort zum Rittergut Saathain. Der Grödel-Elsterwerdaer Floßkanal wurde von 1744 bis 1748 erbaut. 1900 betrug die Gesamtflur der Gemeinde 580 Hektar, davon 60 Hektar Teiche für Fischzucht. Am 17. April 1945 wurden in einer Kiesgrube unweit des Ortes 188 transportunfähige Zwangsarbeiter aus dem KZ Flossenbürg, welche in einem Außenlager in Gröditz eingesetzt waren, erschossen und verscharrt.
Am 1. Januar 1994 wurde Koselitz mit den Orten Frauenhain, Pulsen und Raden zur Gemeinde Röderaue vereinigt.

### Bevölkerungsentwicklung
| Jahr | Einwohner                                         |
| ---- | ------------------------------------------------- |
| 1551 | 26 besessene Mann, 22 Inwohner                    |
| 1764 | 17 besessene Mann, 3 Gärtner, 7 Häusler, 15 Hufen |
| 1834 | 240                                               |
| 1871 | 377                                               |
| 1890 | 428                                               |
| 1910 | 435                                               |
| 1925 | 481                                               |

| Jahr | Einwohner |
| ---- | --------- |
| 1933 | 511       |
| 1939 | 559       |
| 1946 | 739       |
| 1950 | 765       |
| 1964 | 637       |
| 1990 | 542       |
| 2007 | 500       |

## Kultur und Sehenswürdigkeiten

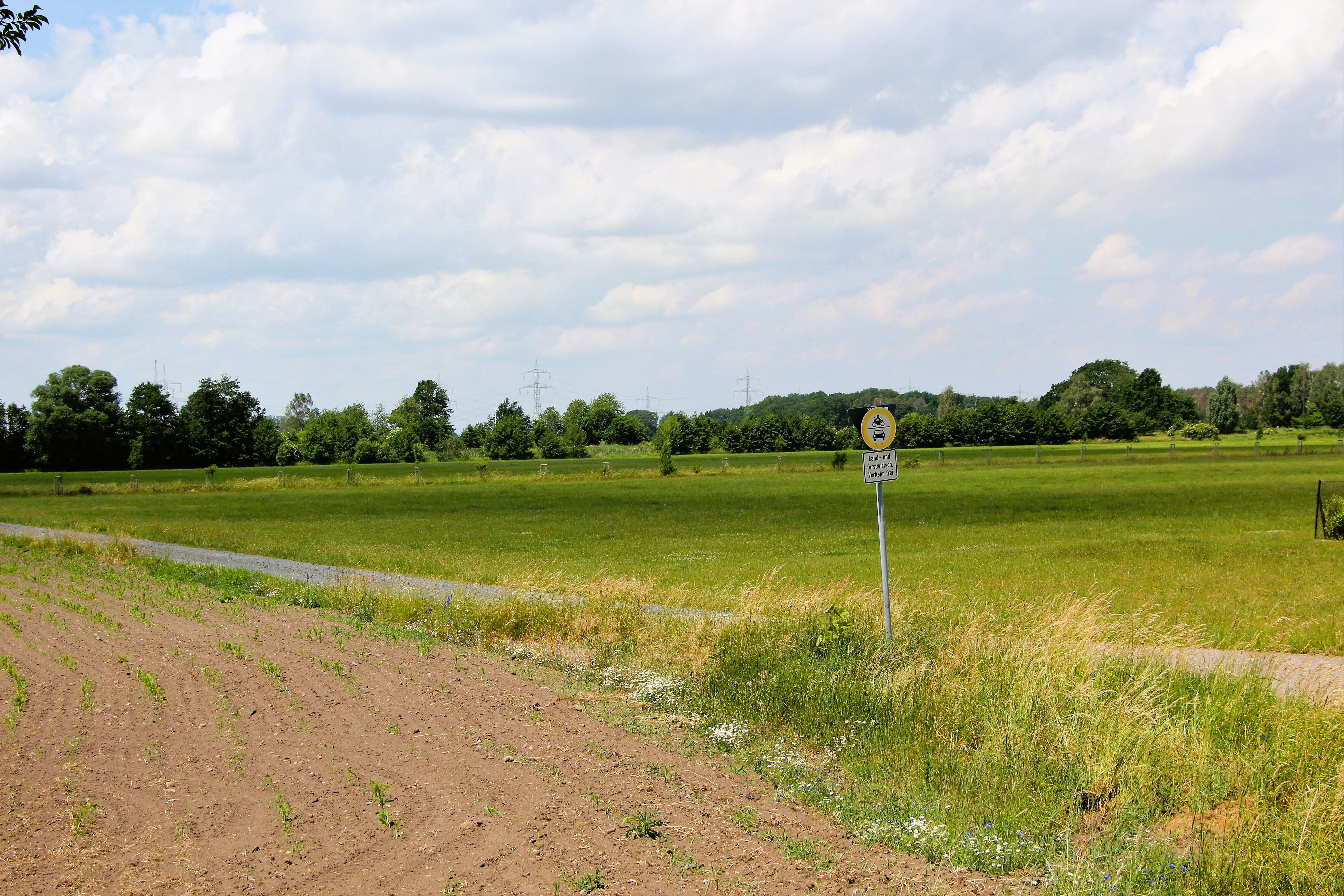
Landschaftsschutzgebiet Röderaue

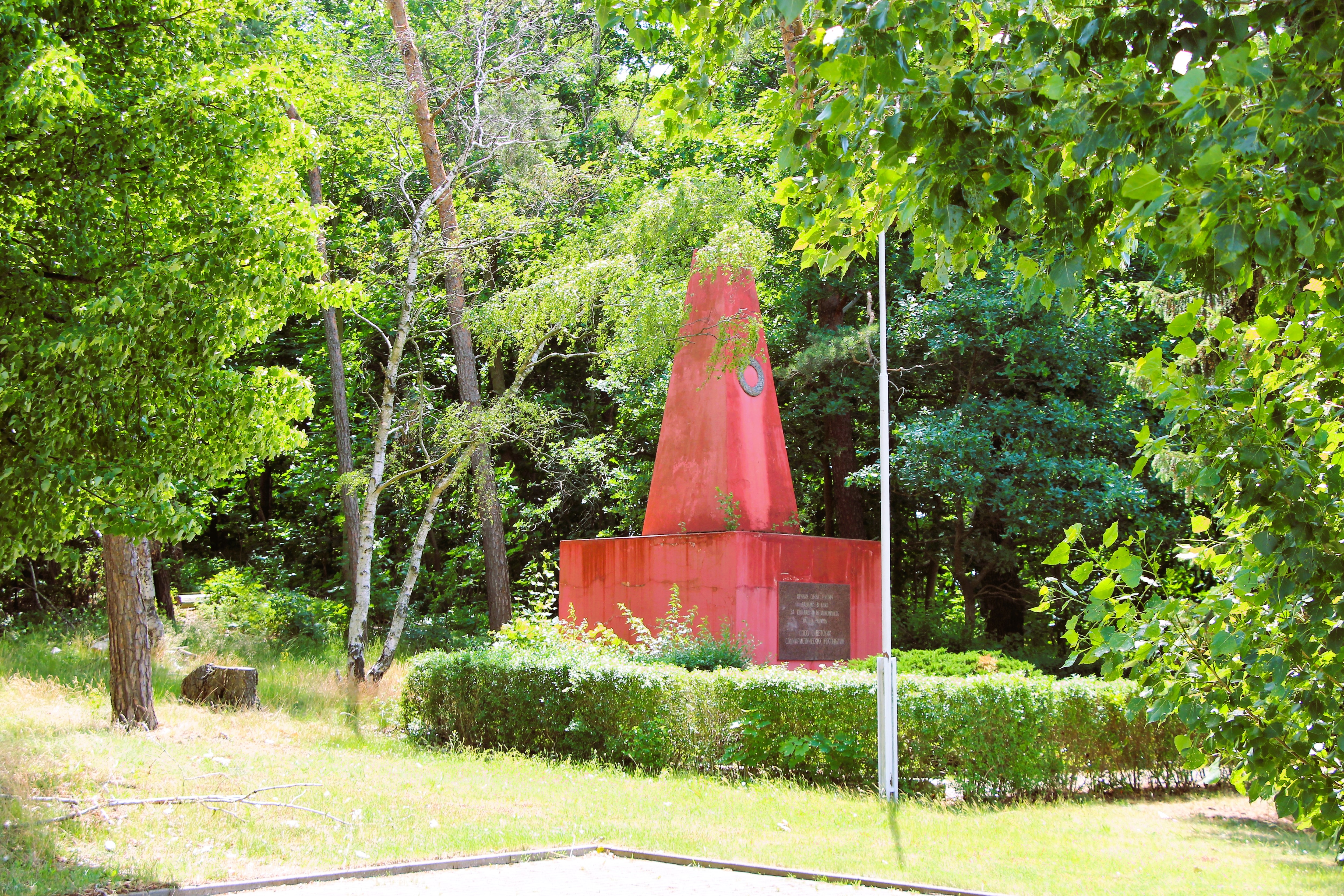
Ehrenmal für die Opfer des Massakers vom 17. April 1945.

### Sehenswürdigkeiten
- Landschaftsschutzgebiet der Röderaue
- Kirche mit Altargemälde „Die drei Marien“
- zahlreiche Teiche mit Rad- und Wanderwegen
- nachgestellte Teufelssage am Rittergut
- Irrgarten

### Gedenkstätten
- Massengrab für 188 NS-Opfer am Ortsausgang links der Wülknitzer Straße mit Obelisk und zwei Gedenksteinen für Opfer aus Italien und anderen Ländern.[3]

### Sage vom Teufelsgraben
Wenn man von Koselitz spricht, so hört man von schöner Landschaft mit Teichen, Fischzucht und jährlichem Markttreiben. Ebenso wird seit Generationen über den ältesten Gewerbebetrieb im Ort, die Mühle, folgendes erzählt:
In der Koselitzer Mühle soll oft das Wasser zum Mahlen gefehlt haben. Ein fremder Müllerknappe suchte Arbeit. Der Müller wollte ihn abweisen, doch dieser gab ihm das Versprechen, dem Wassermangel bis zum ersten Hahnenschrei abzuhelfen. Als Lohn wollte er die Müllerstochter zur Frau. Der Müller versprach ihm die Hand des Mädchens, wenn er über Nacht einen Graben anlegte, der die Mühle für alle Zeiten mit Wasser versorgen würde.
In der Nacht vernahm der Müller ein sonderbares Getöse. Da ward es dem Müller Angst, und er gestand sein getätigtes Versprechen seiner Tochter und dem treuen Knecht.
Nach langem Überlegen fiel dem Knecht eine List ein. Er klopfte gegen den Hühnerstall. Davon wurde der Haushahn munter und fing an zu krähen. Da merkte der Fremde, der in Wirklichkeit der Teufel war, dass er betrogen wurde. In wilder Wut zerstörte er das angefangene Werk und fuhr davon. Die Müllerstochter wurde des klugen Knechtes Frau. Seitdem fehlte es der Mühle nie mehr an Wasser.

## Verkehr
Westlich außerhalb von Koselitz existieren die Haltepunkte Wülknitz und Tiefenau an der Bahnstrecke Zeithain–Elsterwerda, an denen die SPNV-Linie RB 45 zwischen Chemnitz, Riesa und Elsterwerda verkehrt. In Koselitz selbst verkehrt eine Regionalbuslinie zwischen Riesa und Gröditz.

## Persönlichkeiten
- Pierre Villeminot (1913–1945), französischer Widerstandskämpfer